# Борова (Фастівський район)
Борова́ — селище в Україні, у Фастівському районі Київської області.

## Історія

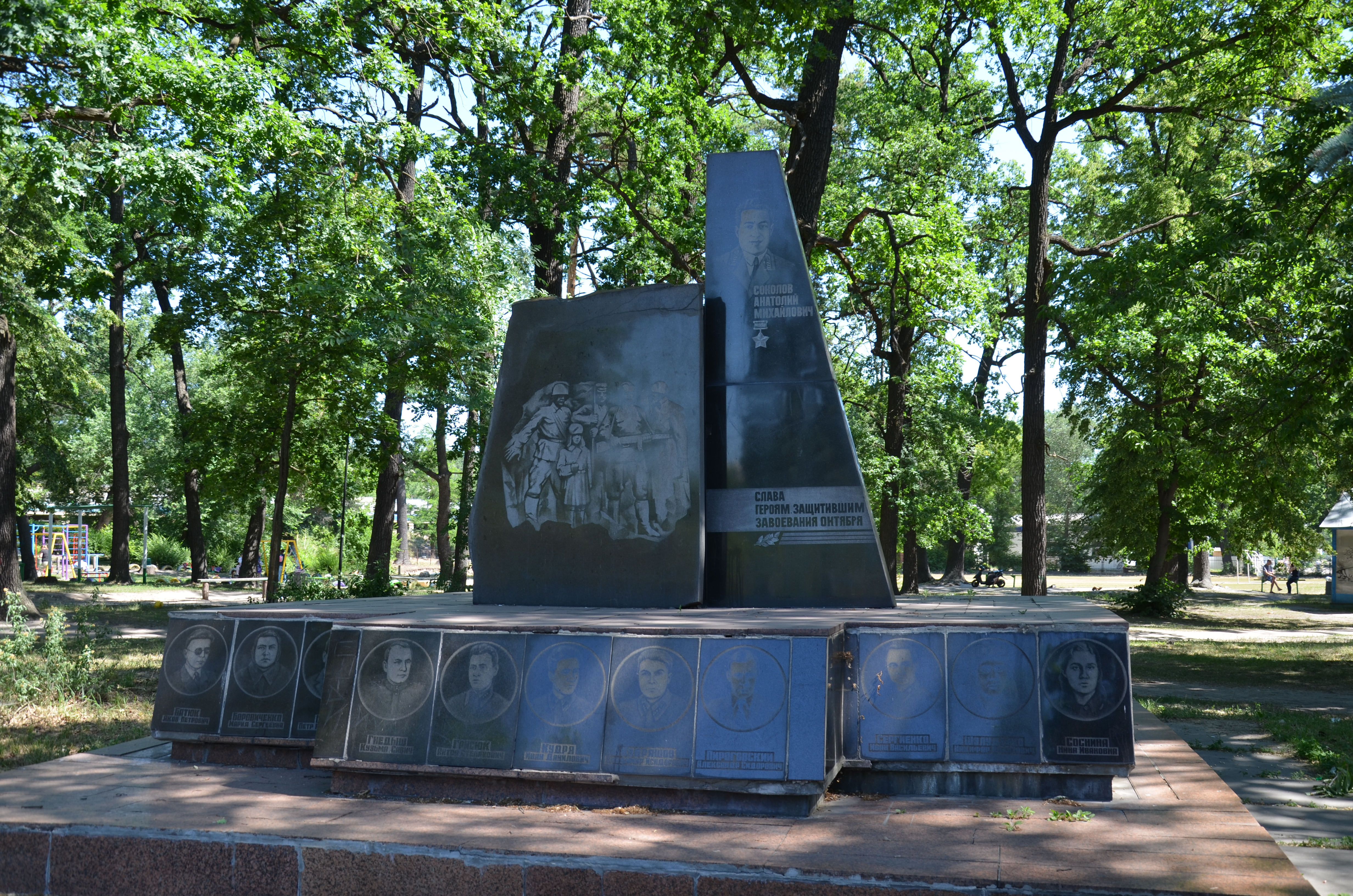
Меморіальний комплекс, центральний обеліск. Відзначені:
Анатолій Соколов;
Яків Батюк,
Петро Буйко (див. тут),
Марія Боровиченко;
Кузьма Гнідаш,
Антон Грисюк,
Іван Кудря,
Володимир Кудряшов,
Олександр Пироговський;
Іван Сергієнко,
Никифор Шолуденко,
Ніна Сосніна

У давнину в районі Борової існувало місто Міна, засноване греками 965 року, і знищенне печенігами до 1035 року. За описами Київського намісництва 1781 році на хуторі Борова було 10 хат, 87 мешканців, двоє з яких мали церковне звання, це означає що була культова споруда-каплиця. Виникло ймовірно ще 1540 році під час нападу татар жителі с. Гуляники разом із новонародженим немовлям власників Міхалом Радзимінським переховувались у лісі на лівому боці Стугни, майже через 80 років М. Радзимінський судився з Аксаками за Мотовилівку і виграв позов, але помер. З 1786 року хутір при селі Казенна Мотовилівка. До 1800 року в хуторі було всього 10 хат перших поселенців.
Вважається, що першим поселенцем хутора був втікач з Канівщини Василь Шевченко. Саме від нього пішов численний рід Шевченків у Боровій. Залізнична станція біля хутора була збудована 1868 року при прокладанні Києво-Балтської залізниці та отримала назву Мотовилівка. Розташування хутору на узбережжі річки Стугна приваблювало до нього заможних киян і інших дачників Київської губернії, що уподобали у XIX столітті це місце.

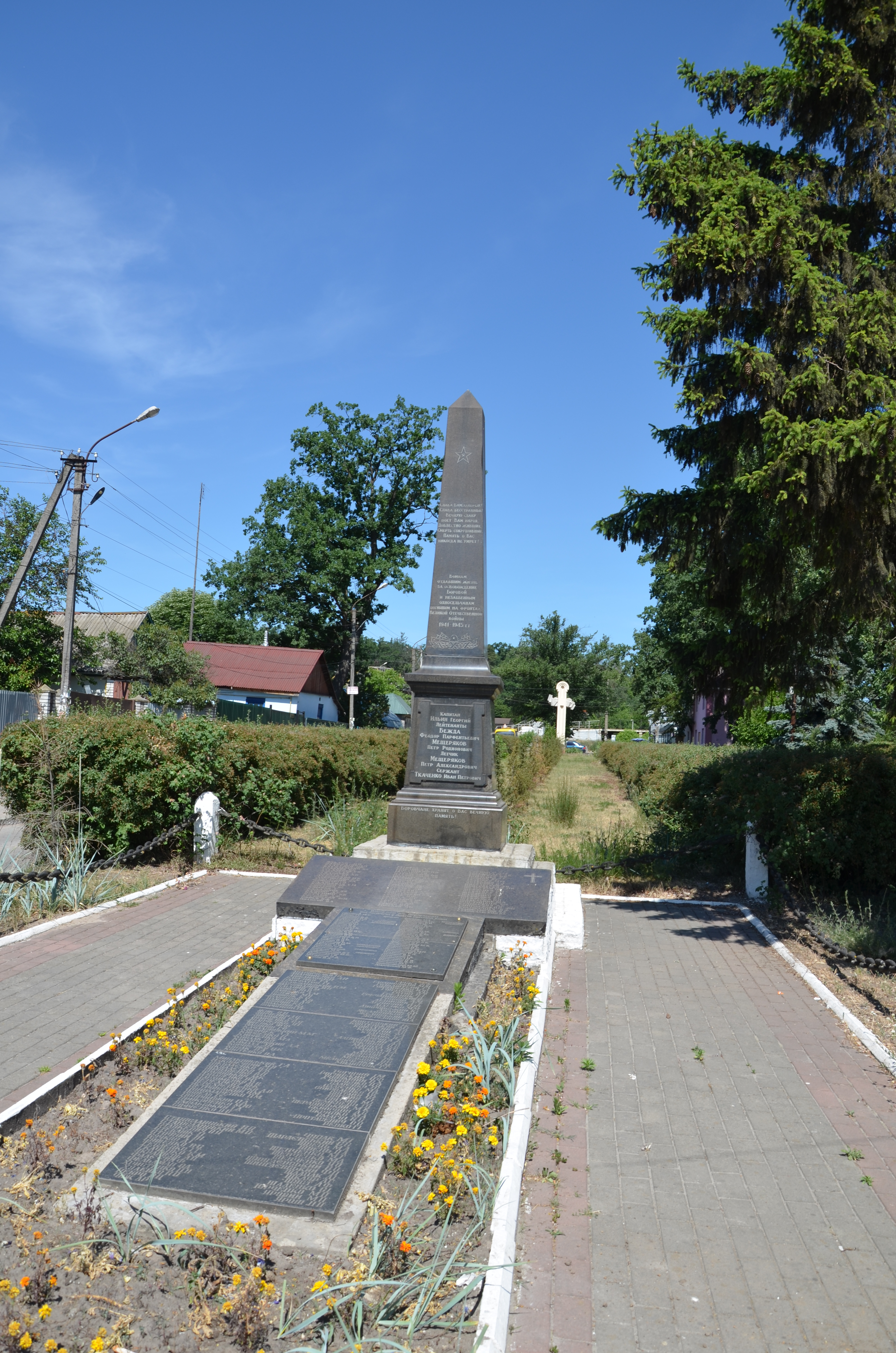
Пам'ятник воїнам-визволителям та односельчанам і партизанці Дітківській Л. Ф.

У 1885 році сход жителів Казенної Мотовилівки дозволив розподіл землі хутора Борова, що сприяло швидкому зростанню Борової у напрямку залізниці. Станом на 1886 рік у селі Васильківської волості Васильківського повіту мешкало 1775 осіб, налічувалось 355 дворів, існували православна церква, школа, 7 постоялих будинків, водяний млин та сукновальня.
За переписом 1897 року кількість мешканців зросла до 3139 осіб (1573 чоловічої статі та 1566 — жіночої), з яких 3023 — православної віри.
18 листопада 1918 року біля станції Мотовилівка відбувся відомий вирішальний історичний бій між військами УНР і гетьманськими сердюками з білогвардійськими добровольцями П. Скоропадського. У 1919 році місцевий мотовилівський отаман Бурлака підняв гучне масове повстання проти нової радянської влади, яке розгромили згодом тільки за допомогою викликаних з фронту регулярних частин Червоної Армії. Не мирились з радянською владою борівчани і згодом. У 1921 році органами ЧК було викрито і заарештовано числе́нний підпільний актив Мотовилівського повстанського комітету на чолі з Довганем, Діденком і Яценком. Спроби утворити колгосп у Боровій були не дуже успішними, незважаючи на діяльність місцевої комуністичної і комсомольської організації синьоблузників.

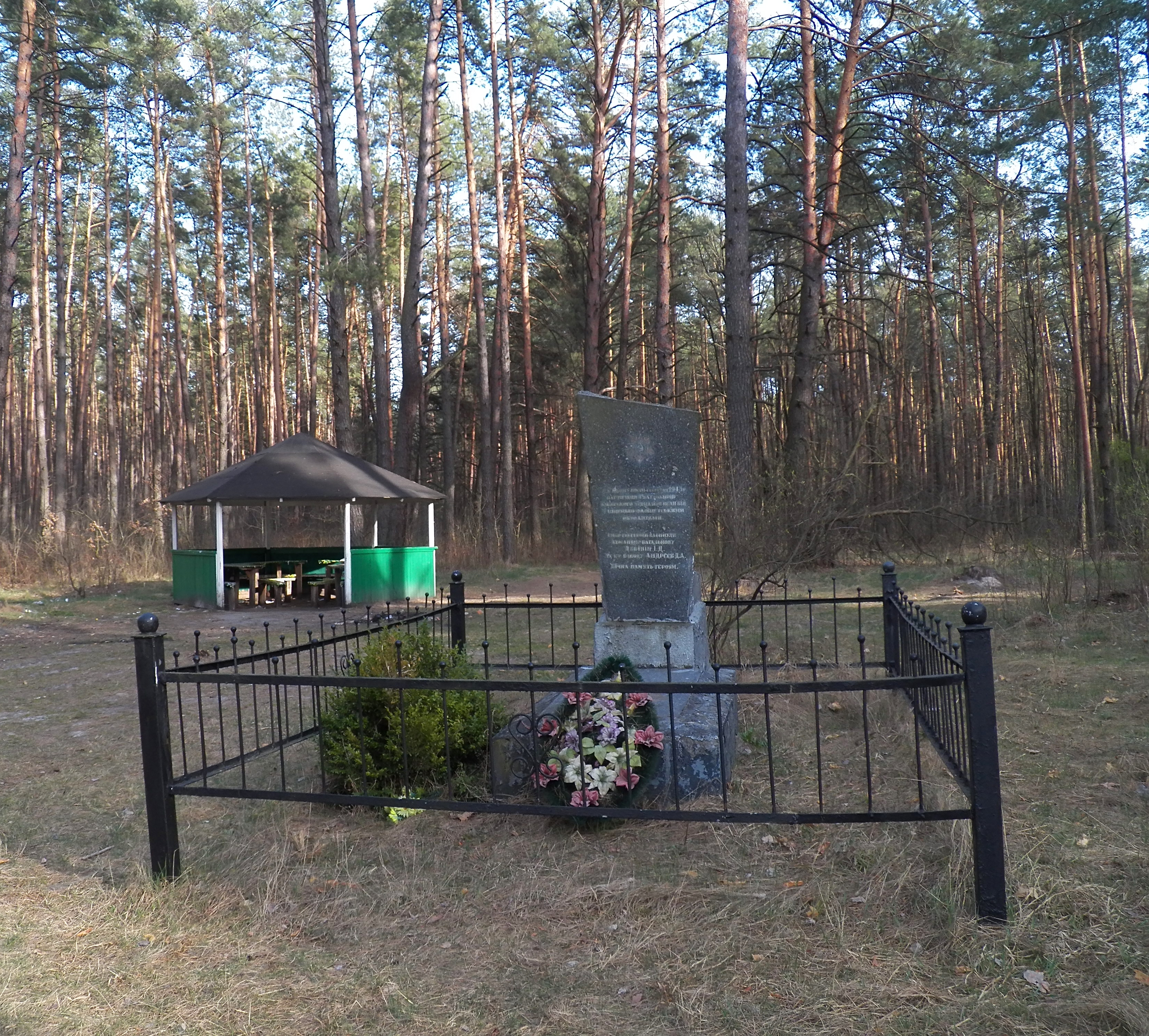
Пам'ятний знак на місці загибелі командира 4-го батальйону Київського партизанського об'єднання в лісі, смт Борова

Пам'ятник сотникам Армії УНР Федору Чернику та Миколі Загаєвичу
Скульптор — Михайло Дмитрів

У роки радянсько-німецької війни Борову німці зайняли 30 липня 1941 року, а полишили під натиском танків 91-ї окремої танкової батареї полковника І. Якубовського 6 листопада 1943 року. Старостою під час війни борівчани 2-3 серпня 1941 року на загальноселищних зборах обрали Северина Шевченка, а начальником місцевої поліції Захара Скрипку, яких після війни буде заарештовано і віддано під суд. У 1943 році навколо Борової діяли радянські партизани Васильківського партизанського загону ком. Дубина (Дубінін) а також розвідгрупа Панасика-Головка, яку зрадили, і М. Панасик та Л. Лутківська потрапили до Бабиного яру, де Лутківська загинула, а Панасик вижив і свідчив на Нюрнберзькому процесі, а також фастівський загін УПА на чолі з «Довгим» (Василем Кравченком). Після звільнення Борової від німців післявоєнну владу очолили колишні підпільники М. Панасик і М. Головко.

У вересні 2016 року жителі Борової не дозволили продовжувати зведення храму УПЦ МП та розібрали новозведення.
Із жовтня 2020 року Борова перебуває у складі Фастівської ОТГ, є центром Борівського старостинського округу.

## Господарська сфера
З 1970 року важливе значення у житті селища відігравав утворений Мотовилівський деревообробний комбінат (ДОК), який виник після об'єднання колишніх цехів заводу «Укрдерево» та артілі «Промдерево».
Нині у житті селища важливе значення відіграють такі підприємства, об'єкти і установи: меблевий завод ТОВ «Меркс-Трейд», Плесецьке лісництво, Борівське відділення Київської овочево-картопляної станції, 5 перукарень, універмаг, супермаркет «Фора», 5 аптек, критий базар, готель-ресторан «ВІЛЛА СТУГНА», клуб-ресторан «НЕКСТ», мультимаркет «Аврора».

## Соціальна сфера
В селищі діють 2 школи, 2 бібліотеки, 1 будинок культури, 2 дитячих садка, 1 школа мистецтв,1 музична школа, лікарня, 2 поліклініки, вет-лікарня.

## Спорт
- Секція рукопашного бою, відділення «Козацький лицарський клуб»
- Фітнес-клуб «Некст».
- Вуличний вид спорту «Street Workout», команда «X_Workout»
- Спорт - ліпо!
- Публічний Discord сервер "Борова Empire". Посилання - https://discord.gg/vcC38fKU

## Пам'ятники
Пам'ятник січовим стрільцям — учасникам бою під Мотовилівкою у листопаді 1918 року

## Люди
- Дробот Ігор Іванович (1969—2017) — прапорщик Збройних сил України, учасник російсько-української війни
- Клименко Євген Іванович (нар. 1947) — український радянський діяч, бригадир регулювальників апаратури Боярського машинобудівного заводу «Іскра», депутат Верховної Ради УРСР 10—11-го скликань.
- Зеленько Галина Іванівна (нар. 1971) — політолог, професор, член-кореспондент НАН України, член Міжнародної Асоціації політичної науки (IPSA), член комісії з євроінтеграції Президії НАН України.
- Свірський Олександр Миколайович (1979—2016) — солдат Збройних сил України, учасник російсько-української війни.
- Швець Віктор Дмитрович (нар. 1954) — український політик, юрист та адвокат, Народний депутат України.
- Калабалін Семен Опанасович (1903—1972) — у 1950—1956 завідувач спеціальним дитбудинком на станції Білки у смт Боровій
- Косовська-Михайличенко Ольга Іванівна (1925—2009) — громадська діячка, політв'язень, зв'язкова ОУН, активістка «Просвіти», голова «Союзу українок» Фастівщини, кавалер ордену княгині Ольги III ступеня, про долю родини Косовських створено повнометражний документальний кінофільм «Невільник-брат, невільниця-сестра»
- Мороз Андрій Омелянович (нар. 1940) — краєзнавець, громадський діяч, входив до керівництва районної «Просвіти»
- Ратник Ксаверій Ксаверійович[ru] (1852—1924) — конструктор кораблів, генерал-лейтенант, служив в Російській Імперії, був конструктором крейсера Аврора, з 1907 й до своєї смерті жив у Боровій.
- Кузнецова Інна Станіславівна (1963—2023) — українська журналістка, головна редакторка Київського бюро Радіо Свобода.

## Галерея

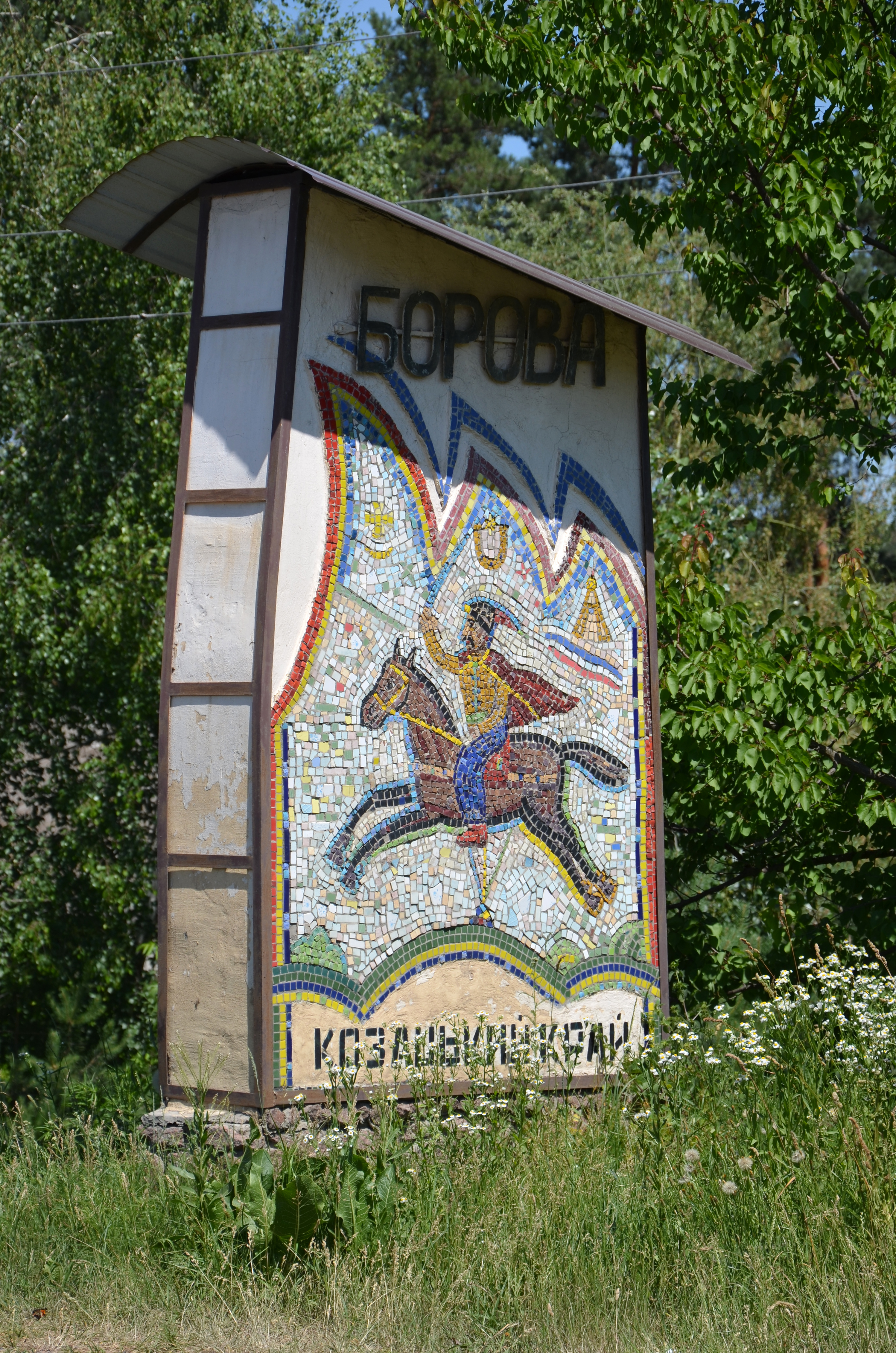
Стела на в'їзді в містечко
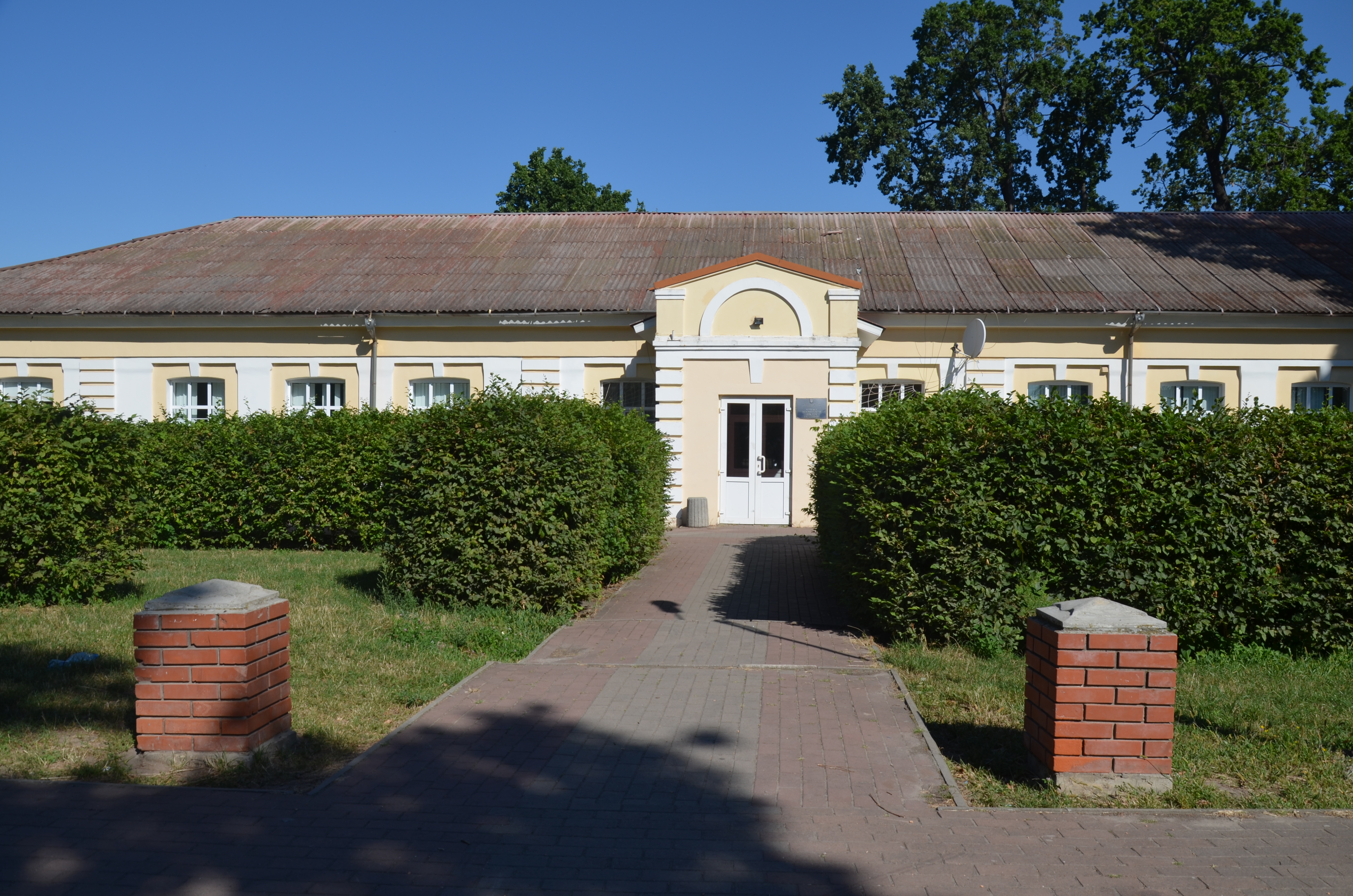
Селищна школа (В минулому – земське училище (1904 – 1919), дитячий будинок (1933 – 1965))
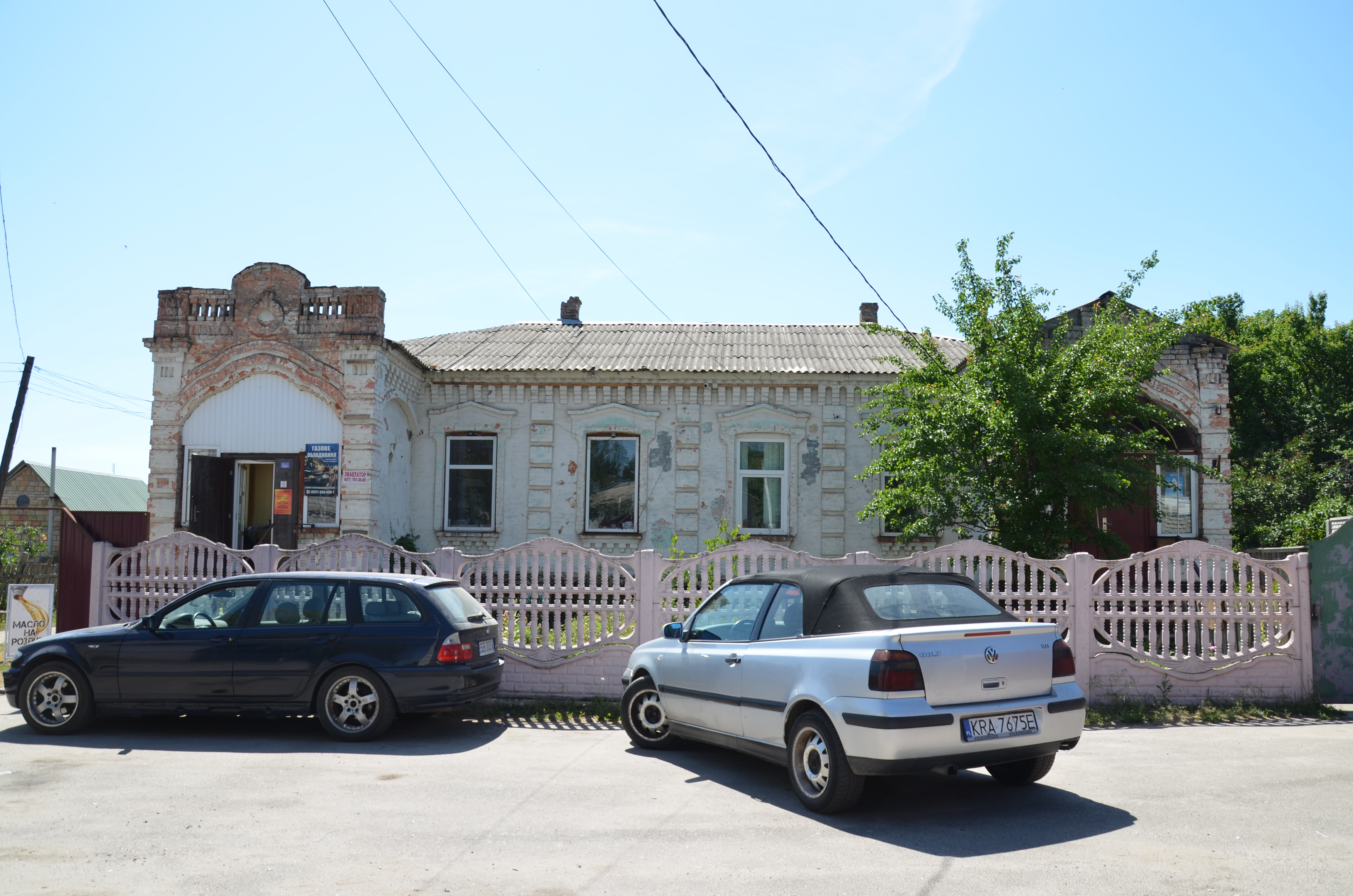
Дача Аншеля Бринскмана, Борова